# Punta de Rieles - Bella Italia

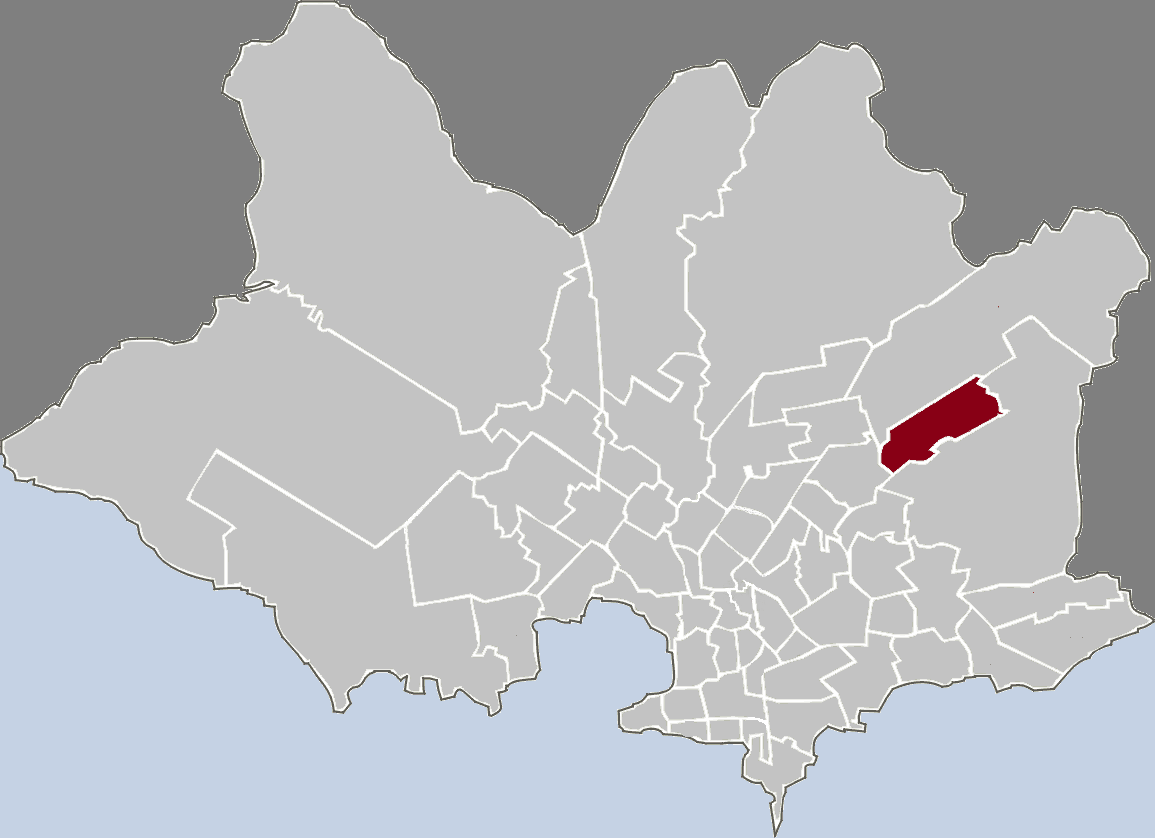
Lage von Punta de Rieles - Bella Italia in Montevideo

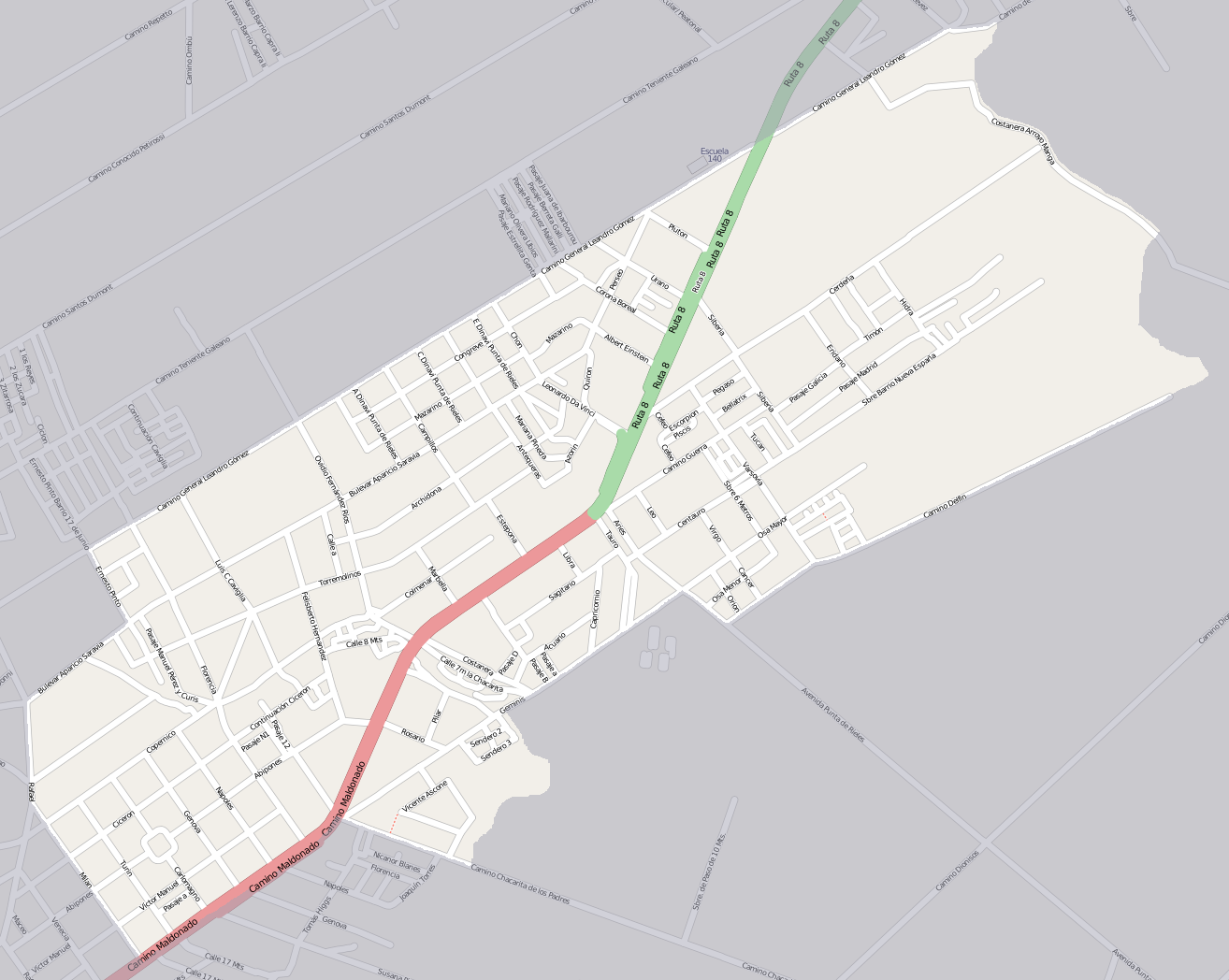
Plan von Punta de Rieles - Bella Italia

Punta de Rieles - Bella Italia ist ein Stadtviertel (Barrio) der uruguayischen Hauptstadt Montevideo.
Das Viertel setzt sich aus den beiden Barrios Punta de Rieles und Bella Italia zusammen. Es grenzt südwestlich an Jardines del Hipódromo, im Westen und Norden an Villa García-Manga Rural sowie im Osten und Südosten an Bañados de Carrasco.
Eingeschlossen wird das Gebiet des Stadtviertels, von Nordwesten im Uhrzeigersinn ausgehend, von der aus den folgenden Straßen gebildeten Grenzlinie: Camino Gral. Leandro Gomez, Camino Delfin, Camino Punta de Rieles, Geminis, Camino Chta. de los Padres, Camino Maldonado, Milan, Rafael, Bulevar A. Saravia und E Pinto.
Das Gebiet sowohl von Punta de Rieles als auch von Bella Italia ist dem Municipio F zugeordnet.
In diesem Stadtviertel beginnt die Fernstraße Ruta 8, die von hier aus das ganze Land von Süd nach Nord durchquert und in Aceguá an der Grenze zu Brasilien endet.